# Kommandant der Seeverteidigung Nordadria
Der Kommandant der Seeverteidigung Nordadria, kurz Seekommandant Nordadria, war von Sommer 1943 bis Mai 1945 ein regionaler Küstenbefehlshaber der deutschen Kriegsmarine im Zweiten Weltkrieg.
Der Seekommandant Nordadria wurde im Herbst 1943 zum Seekommandanten Istrien.

## Geschichte
Im Sommer 1943 wurde die Dienststelle aufgestellt und dem Admiral Adria unterstellt. Der Befehlsbereich umfasste das Gebiet von der Tagliamentomündung bis einschließlich Susak und die Inseln Cherso und Lussin.
Im Herbst 1943 wurde in Monfalcone (Duino) die Dienststelle des Seekommandanten Nordadria in Kommandant der Seeverteidigung Istrien umbenannt. Ab April 1944 war die Dienststelle in Opicina. Im Dezember 1944 wechselte die Unterstellung unter das Deutsche Marinekommando Italien und im Januar 1945 mit der Aufstellung des Marinegruppenkommandos unter das Marinegruppenkommando Süd. Der Seekommandant Loycke kam nach Kriegsende in jugoslawische Kriegsgefangenschaft und starb in dieser am 27. Juli 1945.

## Unterstellte Dienststellen und Verbände
Dem Seekommandanten waren folgende Verbände und Dienststellen unterstellt:
- Marine-Artillerie-Abteilung 621 (Pola), Aufstellung in Constanza und dann in den Bereich Istrien verlegt
- Marine-Artillerie-Abteilung 626 (Triest), 1944 aufgestellt
- Marine-Flakartillerie-Abteilung 730 (Monfalcone), 1944 aufgestellt
- Marine-Flakartillerie-Abteilung 821 (Triest)
- Hafenkommandant Triest mit Hafenkompanie
- Hafenkommandant Pola mit Hafenkompanie
- Hafenkommandant Cherso/Quarnero mit Hafenkompanie
- Hafenkommandant Fiume mit Hafenkompanie
- Hafenkommandant Senj mit Hafenkompanie
- Marineartilleriearsenal Triest, im Mai 1944 eingerichtet

## Seekommandanten
- Kapitän zur See Friedrich Traugott Schmidt: von der Aufstellung bis Februar 1944
- Kapitän zur See Eberhard Schmidt: von Februar 1944 bis Dezember 1944
- Kapitän zur See Otto Loycke: von Dezember 1944 bis Kriegsende